# 乃神亜衣子
乃神 亜衣子（のがみ あいこ、1980年7月21日 - ）は、日本の女性声優。プロダクション・エース所属。岡山県出身。アミューズメントメディア総合学院出身。方言は岡山弁、関西弁。
以前は同人舎プロダクションに所属していた。旧名：井上 亜紀（いのうえ あき）。

## 出演

### テレビアニメ
- しましまとらのしまじろう（トモくん、蛇口くん）
- バッテリー（原田真紀子[3]）
- LUPIN  the Third -峰不二子という女- （母親[4]）
- DIVE!!（冨士谷頼子）
- 怪物事変（2021年、女将）

### ドラマCD
- カナリア この想いを歌に乗せて
- 東京ラジオという名の丘

### 吹き替え
- アクアノイド（コートニー）
- アグリー・ベティ4
- アルマゲドン2012 マーキュリー・クライシス
- インフェルノ・ビロウ（カルメリーナ）
- 救命医ハンク セレブ診療ファイル
- ギルモア・ガールズ（ミッツ）
- クリミナル・マインド FBI行動分析課（メリーアン）
- クリミナル・マインド 特命捜査班レッドセル
- クライム&ダイヤモンド
- ケミカル51
- 恋の方程式 あなたのハートにクリック2
- Go!Go!ジェット
- サイレントワールド セカンドアイスエイジ
- ザ・ケープ 漆黒のヒーロー
- サティスファクション（ブルック）
- CSI:ニューヨーク
- The O.C.（アビゲイル）
- ジョーイ（クリス）
- 人生の逆転
- 新チャーリーズ・エンジェル
- 大変な結婚
- ダブルバウンド（マギー）
- チャーミング・ガール（同僚1）
- チャームド 〜魔女3姉妹〜
- デーモン・ハンター（マリア、ナンシー）
- トルネード（ドイツ語版）（ズーザ）
- VS.PLAYAZ（ホー）
- パリス・ヒルトンinビバリーヒルズの誘惑（クリスティ）
- HAWAII FIVE-0
- 犯罪捜査官 アナ・トラヴィス
- ヒックとドラゴン
- 秘蜜（ジン）
- 5デイズ（タティア・メデヴィ〈エマニュエル・シュリーキー〉）
- ファラオの首飾り（シーバ）
- ブラック・ダイヤモンド
- プリンセス・ダイアナ～最後の1年（ファーギー）
- プロジェクト・ランウェイ
- ペナルティ・パパ（コナー）
- マイ・ボス マイ・ヒーロー（ジヘ）
- メリは外泊中
- ヤング・スーパーマン
- ロード・トゥ・ヘブン（マティ）
- ワイヤー・イン・ザ・ブラッド（パトリシア、タミー）
- 私はラブ・リーガル2

### ボイスオーバー
- 痛みのない業績改善（ボニー）
- エビデンス（コニー）
- K9to5
- 現代の驚異
- スッキリ!!
- 大自然からの便り
- ブリーディングのすべて
- プロアクティブ（ニコル）

### ゲーム
- 休日は飛行機にのって
- わくわくバレー2

### ラジオ
- 豊嶋真千子 Earthly Paradise（コーナーレギュラー）
- 小森まなみのPop’nパジャマEYE

### 映画
- バトル・ロワイアル